# Ваља Брадулуј (Прахова)
Ваља Брадулуј (рум. Valea Bradului) насеље је у Румунији у округу Прахова у општини Провица де Сус. Oпштина се налази на надморској висини од 493 m.

## Становништво
Према подацима из 2002. године у насељу је живело 156 становника, од којих су сви румунске националности.